# DVV-Pokal
DVV-Pokal (skraćeno od Deutscher Volleyball Verband), u prijevodu Kup Njemačkog odbojkaškog saveza, njemački je obojkaški kup za momčadi i djevojčadi. 
Iako je prvo izdanje održano 1973., na razini Savezne Republike Njemačke nastao je ujedinjenjem odbojkaških kupova Zapadne (FDGB-Pokal) i Istočne Njemačke (DSVB-Pokal). Stoga se izdanja do 1992. godine smatraju svojevrsnim drugim kupom Zapadne Njemačke.
Najuspješnija momčad je VfB Friedrichshafen, koja je od 2001. do 2008. osvojila osam uzastopnih naslova, a sveukupno njih četrnaest. Kod djevojčadi najuspješniji je USC Münster s osam osvojenih naslova, od toga četiri uzastopno između 1973. i 1976. godine.

## Vanjske poveznice
- DVV Pokal na stranicama Njemačkog odbojkaškog saveza (DVV-a) (njem.)